# NSB Type XXVI
Die beiden schmalspurigen Lokomotiven der norwegischen Baureihe Type XXVI wurden von den Norges Statsbaner (NSB) für die Rørosbane angeschafft, um Züge auf der Støren–Aamotbanen Nord (StAaB/N) genannten Strecke auf der starken Steigung von Langlete nach Rugldalen zu unterstützen.

## Technik
Die Konstruktion basierte auf den Schlepptenderlokomotiven der Type XXIII. Allerdings verfügten die Lokomotiven anstelle eines Tenders über einen Wasser- und Kohlekasten über dem hinteren Drehgestell.

## Einsatz und Verbleib
Am 1. Juli 1920 wurden die bis zu dem Zeitpunkt von der Støren–Aamotbanen Nord intern eigenständig verwalteten Fahrzeuge dem Distrikt 4 Trondheim zugeteilt.
Nachdem die Rørosbane 1941 auf Normalspur umgestellt worden war, wurden die Lokomotiven dem Distrikt 2 Drammen zugeteilt und auf der Bahnstrecke Skoppum–Horten eingesetzt. 1949 wurde auch diese Strecke auf Normalspur umgestellt, die beiden Lokomotiven wurden abgestellt und ausgemustert.
Die Lokomotive XXVI 81 wurde nach einigen Jahren Abstellzeit 1955 in das Norsk Jernbanemuseum überführt. Aus Platzgründen musste die Lokomotive unter schlechten Bedingungen gelagert werden.
Am 5. Februar 2016 wurde die Lokomotive von Drammen-Sundland nach Grovane zur Werkstatt der Setesdalsbane überführt, wo sie äußerlich hergerichtet wird.